# Classe St. Louis (1938)
Pour les autres classes de navires du même nom, voir Classe St. Louis.
La classe St.Louis est une classe de deux croiseurs légers construits pour l'US Navy et qui ont servi pendant la Seconde Guerre mondiale.

## Conception
Il s'agit d'une légère modification de la classe Brooklyn précédente, intégrant de nouvelles chaudières à pression élevée et un nouvel arrangement de la chaudière, avec des machines sur le « système d'unités » : des chaudières et des salles des machines alternatives pour empêcher les navires d'être immobilisés par un seul coup. 
De plus, l'armement anti-aérien a été amélioré. Ils ont été les premiers croiseurs américains à être armés avec quatre tourelles doubles de canons de 127 mm (5 pouces) long de 38 calibres.

## Histoire
Les deux navires ont été commissionnés en 1939 et ont été actifs sur le théâtre Pacifique de la Seconde Guerre mondiale. Le Helena a été coulé en 1943 à la bataille du golfe de Kula tandis que le Saint-Louis a été sérieusement endommagé à deux reprises, mais a survécu à la guerre et a été transféré à la marine brésilienne en 1951, où il restera en service jusqu'en 1976.

## Liste des navires de la classe
| Nom       | Numéro de coque | Chantier                                       | Commissionné le   | Destin                                                 |
| --------- | --------------- | ---------------------------------------------- | ----------------- | ------------------------------------------------------ |
| St. Louis | CL-49           | Newport News Shipbuilding and Dry Dock Company | 19 mai 1939       | Retiré du service le 20 juin 1946                      |
| Helena    | CL-50           | Brooklyn Navy Yard                             | 18 septembre 1939 | Coulé à la bataille du golfe de Kula le 6 juillet 1943 |